# كينيث مور
كينيث جيلبرت مور (بالإنجليزية: Kenneth Gilbert More)‏ هو ممثل بريطانى حاصل على جائزة بافتا لأفضل ممثل بريطانى في عام 1955 وجائزة أفضل ممثل في مهرجان البندقية السينمائي (كأس فولبي) بنفس العام. كما حصل على وسام الشرف من ملكة بريطانيا من اجل خدماته للدراما. ولد في غررردس كراس (باكينجهامشير)، انجلترا،المملكة المتحدة في 20 سبتمبر من عام 1914، وشارك في العديد من الأفلام الناجحة طوال مسيرته السينمائية منها: جينيفيف (1953)، طبيب في المنزل (1954)، الوصول إلى السماء (1956)، وليلة لا تنسى (1958).

## الأفلام
- سكوت من القطب الجنوبي (1948)

- فرصة العمر(1951)
- البالون الأصفر (1953)

- جينيفيف (1953)
- لدينا فتاة الجمعة (1953)
- طبيب في المنزل (1954)
- البحر الأزرق العميق (1955)

- الوصول إلى السماء (1956)
- كريشتون الرائع (1957)
- شريف الفك المكسور (1958)

- ليلة لا تنسى (1958)
- تسع وثلاثون خطوة (1959)
- الحدود الشمالية الغربية (1959)
- غرق البارجة بسمارك (1960)
- رجل في القمر (1960)
- أطول يوم (1962)
- معركة بريطانيا (1969)
- أوه! يا لها من حرب جميلة (1969)
- رجل الكوميديا (1964)
- البخيل (1970)

## جوائز
- فاز بجائزة بافتا لأفضل ممثل بريطاني عن فيلم: طبيب قي البيت عام 1954
- فاز بجائزة أفضل ممثل في مهرجان البندقية السينمائي عن فيلم: البحر الأزرق العميق 1955
- فاز بجائزة مجلة Picturegoer لأفضل ممثل عن فيلم: الوصول للسماء 1956
- فازت بجائزة النجم الدولي الواعد (Variety Club) عام 1955

## ترشيحات
- رشح لجائزة بافتا لأفضل ممثل بريطانى عن عمل: جينيفيف 1953
- رشح لجائزة بافتا لأفضل ممثل بريطانى عن عمل: البحر الأزرق العميق 1955
- رشح لجائزة بافتا لأفضل ممثل بريطانى عن عمل: الوصول إلى السماء 1956

## وفاته
توفى كينيث مور في 12 يوليو من عام 1982 في فولهام، لندن، انجلترا، متأثرا بمرض الشلل الرعاش (باركنسون)، ودفن في مقبرة بوتني فالي.

## روابط خارجية
- كينيث مور على موقع IMDb (الإنجليزية)
- كينيث مور على موقع الموسوعة البريطانية (الإنجليزية)
- كينيث مور على موقع روتن توميتوز (الإنجليزية)
- كينيث مور على موقع ألو سيني (الفرنسية)
- كينيث مور على موقع ميوزك برينز (الإنجليزية)
- كينيث مور على موقع تيرنر كلاسيك موفيز (الإنجليزية)
- كينيث مور على موقع أول موفي (الإنجليزية)
- كينيث مور على موقع قاعدة بيانات الأفلام السويدية (السويدية)
- كينيث مور على موقع إن إن دي بي (الإنجليزية)
- كينيث مور على موقع قاعدة بيانات الفيلم (الإنجليزية)